# Bourdeau
Bourdeau è un comune francese di 558 abitanti situato nel dipartimento della Savoia della regione dell'Alvernia-Rodano-Alpi.

## Collegamenti esterni

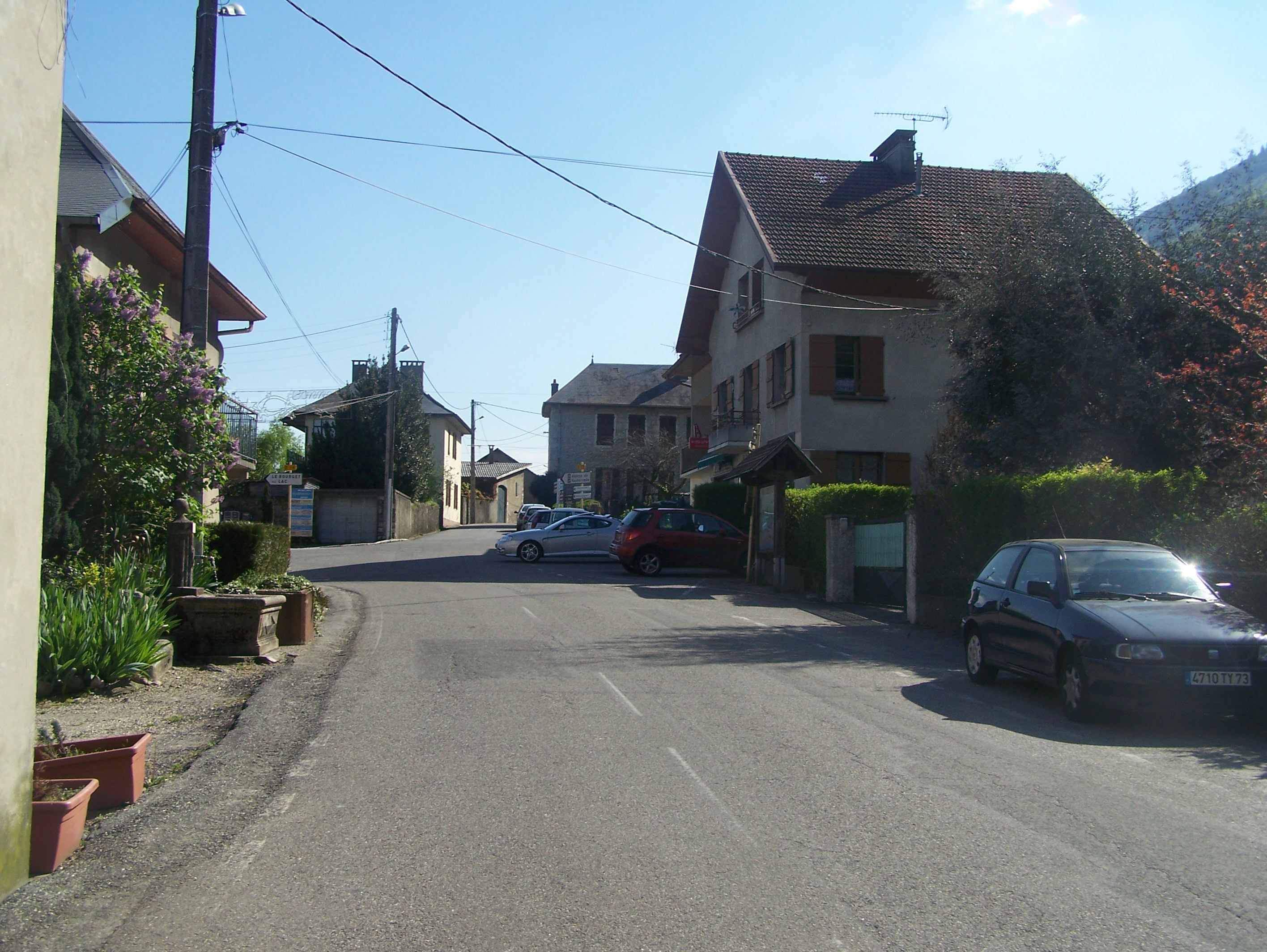
Principale strada di Bourdeau.

## Società

### Evoluzione demografica
Abitanti censiti